# Peter and Gordon
Peter and Gordon bili su britanski duet, sastavljen od Petera Ashera i Gordona Wallera, koji je bio popularan za vrijeme britanske invazije.
1964. imali su hit koji ih je učinio planetarno poznatima A World Without Love ( pjesma Paul McCartneya, ali je potpisana s uobičajenim Lennon/McCartney).

## Povijest dua
Sestra Petera Ashera, bila je djevojka Paula McCartneyja, tako da im je on pomogao u karijeri, na razne načine, ali najviše tako da im je ustupao svoje pjesme da ih izvode. Tako su oni izveli nekoliko McCartneyjevih (na nakima je radio i Lennon) stvari; Nobody I Know, I Don't Want To See You Again i Woman.  Ovu pjesmu je potpisao Bernard Webb, a to je bio pseudonim, kojim se služio Paul McCartney, zato da provjeri dali će njegova pjesma i pod nepoznatim imenom imati odjeka kod publike. I imala je, pjesma se popela na #14 američke i #28 britanske ljestvice popularnosti.
Ostali veći uspjesi dua bili su; I Go to Pieces ( #7 mjesto na američkim listama), napisana od Del Shannona kog su upoznali na zajedničkoj turneji, njihova obrada uspješnice Buddy Hollya True Love Ways i stari hit Teddy Bearsa, To Know Him Is To Love Him, kojeg su oni prezvali u To Know You Is To Love You'. 
Posljednji veći uspjeh bila ima je pjesma iz 1967. - Lady Godiva (#6 mjesto na američkim listama), nakon toga njihova popularnost je stala padati.  
Nakon toga, Asher je postao direktor snimanja u kompaniji Beatlesa Apple Records, i duet je prestao raditi.
- 2005., Peter i Gordon našli su se ponovno zajedno na pozornici, na memorijalnom koncertu u New Yorku posvećenom Mike Smithu iz sastava Dave Clark Five. Pojavljuju se i nakon toga na sličnim okupljanjima, ali više ne djeluju.

## Diskografija

### singl ploče (Columbia, Velika Britanija)
- A World Without Love/If I Were You (1964)
- Nobody I Know/You Don't Have To Tell Me (1964)
- I Don't Want To See You Again/I Would Buy You Presents (1964)
- I Go To Pieces/Love Me Baby (1964)
- True Love Ways/IF You Wish (1965)
- To Know You Is To Love You/I Told You So (1965)
- Baby I'm Yours/When The Black Of Your Eyes Turn To Grey (1965)
- Don't Pity Me/Crying In The Rain (1965)
- Woman (pjesma Paul McCartneyja)/Wrong From The Start (1966)
- To Show I Love You/Don't Pity Me (1966)
- Lady Godiva/Mornings Calling (1966)
- The Knight In Rusty Armour/The Flower Lady (1966)
- Sunday For Tea/Start Trying Someone Else (1967)
- The Jokers/Red, Cream And Velvet (1967)
- I Feel Like Going Out/The Quest For The Holy Grail (1968)
- You've Had Better Times/Sipping My Wine (1968)
- I Can Remember (Not Too Long Ago)/Hard Time, Rainy Day (1969)

### LP ploče
- Peter and Gordon (1964)
- A World Without Love (1964)

## Vanjske poveznice
- portal fanova
- All But Forgotten Oldies
- Službene stranice  Arhivirana inačica izvorne stranice od 7. kolovoza 2008. (Wayback Machine)